# Gavao-Saweni
Gavao-Saweni ist ein Verwaltungsbezirk (Ward) des Distrikts Same in der tansanischen Region Kilimandscharo.

## Geografie
Gavao-Saweni liegt im Nordosten von Tansania. Der Westen des Bezirks ist flach in einer Höhe zwischen 600 und 700 Meter über dem Meer, der Osten liegt im Pare-Gebirge mit Gipfeln bei 2000 Metern.
Der Bezirk grenzt im Nordwesten an Makanya, im Norden an Suji, im Osten an Bwambo, im Süden an Hedaru und im Westen an Mabilioni. Bei der Volkszählung 2022 lebten 3557 Menschen in 855 Haushalten auf einer Fläche von 77,7 Quadratkilometern.

## Gliederung
Der Bezirk besteht aus zwei Gemeinden (Mtaa) mit neun Orten (Kitongoji):
| Gavao-Ngarito - Gavao - Ngarito - Rindini - Luanda Hemigunga - Mnetu Heluondo | Saweni - Saweni - Posta - Majengo - Maboma |

## Wirtschaft und Infrastruktur
- Bildung: Die Saweni Secondary School ist eine staatliche weiterführende Schule für Mädchen und Burschen, die 2023 etwas über 100 Schüler hatte.[8]
- Gesundheit: Im Bezirk liegen zwei staatliche Apotheken, je eine in Saweni[9] und in Gavao.[10]
- Eisenbahn: Durch den Bezirk verläuft die 2019 wieder eröffnete Usambarabahn.[11]
- Straße: Die asphaltierte Nationalstraße T2 verbindet Gavao-Saweni mit der Distrikthauptstadt Same im Norden und mit Tanga im Süden.[12]